# Phrynobatrachus albolabris
Phrynobatrachus albolabris és una espècie de granota que viu a Ghana.